# Ducato di Carniola
Il Ducato di Carniola (Tedesco: Herzogtum Krain; Sloveno: Vojvodina Kranjska) era un ducato del Sacro Romano Impero fondato nel 1364. Terra ereditaria della monarchia asburgica, esso divenne parte costituente dell'Impero austriaco nel 1804 e parte del Regno d'Illiria sino al 1849. Come terra separata della corona dopo il 1849 venne incluso nei territori della Cisleitania nell'Impero austro-ungarico dal 1867 sino alla dissoluzione dello stato nel 1918. La sua capitale era Lubiana.

## Storia
La marca di Carniola, l'Alta Carniola e la marca vindica vennero separate dal ducato di Carinzia nel 1040 per opera di re Enrico III di Germania. Essa venne comunque mantenuta come dominio temporaneo in unione personale con i governanti della Carinzia come nel caso dei Meinhardiner col duca Enrico I, che nel 1335 morì senza eredi maschi. Sua figlia Margherita fu in grado solamente di mantenere per sé la Contea del Tirolo, mentre i Wittelsbach con l'imperatore Ludovico IV il Bavaro passarono la Carinzia e la Carniola alla casata degli Asburgo col duca Alberto II d'Austria. Il figlio di Alberto, Rodolfo IV d'Austria, "il Fondatore", nel corso del suo Privilegium maius, si autoproclamò "Duca di Carniola" nel 1364 (senza peraltro il consenso dell'Imperatore). Rodolfo inoltre fondò la città di Novo mesto nella Bassa Carniola, inizialmente indicata come Rudolphswerth. Dopo la sua morte, come risultato delle lotte interne tra i suoi fratelli minori Alberto III e Leopoldo III, la Carniola divenne parte dell'Austria Interna col Trattato di Neuberg del 1379, venendo poi governata da Graz da Leopoldo, antesignano della linea leopoldina degli Asburgo.

Estensione del Ducato di Carniola (in rosa)
come parte dell'Austria Interna
in una mappa del 1794

 Nel 1457 i territori dell'Austria Interna vennero riuniti all'Arciducato d'Austria sotto il governo dell'imperatore Federico III, della casata degli Asburgo. Quando il discendente di Federico, Ferdinando I morì nel 1564, la Carniola venne nuovamente separata come parte dell'Austria Interna sotto il governo del figlio di Ferdinando, l'arciduca Carlo II. Il figlio di Carlo, l'imperatore Ferdinando II ereditò tutte le terre della dinastia nel 1619 e mantenne il ducato come parte costituente della monarchia asburgica.
Napoleone nel 1809 col Trattato di Schönbrunn diede vita alle effimere Province Illiriche coi territori annessi di Carniola, Carinzia, Croazia, Gorizia, Gradisca e Trieste. L'Atto Finale del 1815 col quale si concluse il Congresso di Vienna restaurò le Province Illiriche all'Impero austriaco. La Carniola andò quindi a formare la parte centrale dei territori austriaci del Regno d'Illiria, la cui capitale rimase Lubiana.
Dopo la dissoluzione del Regno d'Illiria nel 1849, il ducato di Carniola venne ricostituito con patente imperiale del 26 febbraio 1861, modificato con la legislazione del 21 dicembre 1867 con la quale si garantiva il potere al Landtag della Carniola, delegato al Consiglio Imperiale con 11 delegati dei quali 2 venivano eletti tra i proprietari terrieri, 3 dalle città e dai villaggi, 5 dai villaggi e 1 dalla curia per ballottaggio segreto. Un Landeshauptmann era presidente del Landtag e della Giunta provinciale. L'imperatore era rappresentato da un presidente del governo provinciale in funzioni di governatore e luogotenente. Nel 1901 il tesoro del ducato ammontava a 3.573.280 corone (€ 549.713).
Nel 1918 il ducato cessò di esistere col tracollo dell'Impero austro-ungarico ed il suo territorio andò a costituire parte integrante del nuovo Stato degli Sloveni, dei Croati e dei Serbi e successivamente divenne parte del Regno dei Serbi, dei Croati e degli Sloveni (dal 1929 Regno di Jugoslavia). La parte occidentale del ducato, con le città di Postumia, Bisterza, Idria, Vipacco e Sturie venne annessa al Regno d'Italia nel 1920, ma venne poi annessa alla Jugoslavia nel 1947.

## Duchi di Carniola
- Rodolfo (1364–1365), anche duca d'Austria dal 1358, seguito dai suoi fratelli
  - Alberto (1365–1379), con
  - Leopoldo (1365–1386), progenitore della linea leopoldina degli Asburgo, unico duca dell'Austria Interna dopo il Trattato di Neuberg del 1379
- Guglielmo (1386–1406), figlio di Leopoldo, seguito dai fratelli
  - Ernesto (1406–1424), Arciduca dal 1414
- Federico (1424–1493), figlio di Ernesto, Re dei Romani dal 1440 e Imperatore del Sacro Romano Impero dal 1452, anche arciduca d'Austria dal 1457
- Massimiliano I (1493–1519), figlio del precedente, arciduca d'Austria e Imperatore dal 1508
- Carlo I (1519–1521), nipote del precedente, anche arciduca d'Austria e Imperatore, seguito dal fratello
  - Ferdinando I (1521–1564), anche arciduca d'Austria, Re dei Romani dal 1531, Imperatore dal 1558
- Carlo II (1564–1590), figlio di Ferdinando, arciduca dell'Austria Interna dopo la seconda partizione dei domini asburgici
- Ferdinando II (1590–1637), figlio del precedente, anche arciduca d'Austria e Imperatore dal 1619

Gli eredi di questa linea degli Asburgo portarono tutti il titolo di duca di Carniola dal 1619